# Cosmisoma tibiale
Cosmisoma tibiale là một loài bọ cánh cứng trong họ Cerambycidae.